# Anetjerire
Anetjerire, eigentlich Aa-netjeri-Re, war ein altägyptischer Pharao der Zweiten Zwischenzeit, der vermutlich während der 16. Dynastie regierte. 
Sein Thronname bedeutet „Groß und göttlich, ein Re“ und ist nur auf einem Skarabäus belegt, der sich im British Museum befindet.